# Рудзінський Михайло Степанович
Михайло Степанович Рудзінський (29 серпня 1956, с. Плебанівка Теребовлянського району Тернопільської області, Україна) — український музикант, педагог.

## Відзнаки
- Відмінник освіти України (2006).
- Орден «За заслуги» 3-го ступеня (2008)[1].
- Лауреат конкурсу «Людина року 2014»[2]
- Заслужений діяч мистецтв України (2016)[3].

## Життєпис
Закінчив Тернопільське музичне училище (1976), Одеську консерваторію (1981).
Від 1979 — у Тернопільському музичному училищі: викладач класу духових та ударних інструментів, директор училища (2003—2017). Радник директора з 1 вересня 2017р.
Керівник ансамблів «Тернопіль-брас» (1992—1999), «Збруч» (1999—2003); учасник міжнародних фестивалів у Бельгії, Іспанії, Люксембурзі, Німеччині, Польщі, Франції та інших країнах.

## Доробок
Автор методичних розробок, творів для духових та ударних інструментів.